# Myriam Assenat
Myriam Assenat (Toulouse, Francia, 13 de diciembre de 1962) es una exfutbolista internacional francesa. Su único partido con la Selección femenina de fútbol de Francia fue un partido amistoso que se disputó el 23 de mayo de 1981 contra la Selección femenina de fútbol de Suecia.

## Clubes
| Club                          | País    | Año       |
| ----------------------------- | ------- | --------- |
| CLLL Colomiers                | Francia | 1980-1981 |
| Toulouse O. Aviation C.       | Francia | 1987-1993 |
| Toulouse O. Mirail F. Féminin | Francia | 1993-1994 |